# The Sins of Thy Beloved
The Sins Of Thy Beloved (o simplemente TSOTB) fue un grupo de metal gótico y doom metal procedente de la ciudad de Bryne, Rogaland,
Noruega.
Se le puede calificar como perteneciente al género Symphonic Gothic/Doom Metal, debido a que estuvo conformado por violines, piano, guitarras muy distorsionadas, voces femeninas y profundas voces guturales y densas.
La banda se separó oficialmente en 2008, aunque esto fue confirmado recién en 2013, cuando algunos de sus miembros fundadores decidieron iniciar sus propios proyectos musicales.

## Historia

### Sus inicios
The Sins of Thy Beloved fue una banda gótica formada en Bryne (condado de Rogaland) , Noruega en noviembre de 1996 por Stig Johansen, Glenn Morten Nordbø y Arild Christensen, aunque muy poco tiempo después se unirían Anita Auglend, Ingfrid Stensland y Ola Aarrestad, siguiendo una onda musical que se había vuelto muy popular entre la juventud metalera del país.
Pocos saben que en esa primera época el nombre de la banda era Purgatory, porque fue cambiado antes del lanzamiento de su demo en 1997, según dicen ellos porque ya había muchas bandas con ese nombre y no querían crear confusión. Luego de tres meses de tocar, grabaron el demo, del cual extrajeron tres temas que publicaron en un sello italiano Nocturnal Music en el MCD "All Alone". Fue después del lanzamiento de este MCD que ingresó a la banda Anders. En 1998 grabaría "Silent Pain", un demo que fue presentado a varios sellos, entre ellos Napalm Records, con quienes firmaron para producir su primer LP "Lake Of Sorrow".

### Sus discos
En Lake Of Sorrow lanzado en 1998 como primer larga duración de la banda, fue al mismo tiempo la primera aparición de Pete Johansen y su violín. Con este disco consiguieron un considerable éxito, transformándose de inmediato en una de las bandas de mayor renombre dentro del género. Luego de "Lake Of Sorrow" se produjeron los lógicos cambios en la banda, asentando el estilo y agregando (y quitando) algunos elementos. 
La popularidad ganada hizo que pasaran un buen tiempo girando por distintos países, en compañía muchas veces de bandas de gran renombre como Tristania también y ganando cada vez más adeptos, hasta la publicación en el año 2000 de su segundo y hasta el momento último larga duración, "Perpetual Desolation", también bajo el ala protectora de Napalm Records. 
Este segundo disco, de un estilo muy similar al anterior, aunque sin apoyarse tanto en el violín, pegó profundamente en el público también, consolidando aún más a la banda. Además, demuestran que pueden diversificar sus melodías, por lo que lucen más maduros.
Para el año 2001, sale a la luz lo que sería su último trabajo publicado, un vídeo de concierto en formato de VHS con una recopilación de las mejores piezas de sus dos discos grabados, denominado "Perpetual Desolation Live".

### Cambios en la formación
Lamentablemente en el 2001 la vocalista Anita Auglend decidió retirarse de la banda por problemas personales, junto con el teclista Anders Thue. Luego se incorporó a la banda como vocalista Hege Mary Aanby pero luego de unos conciertos en México se retiró de la banda ya que no se pudo acoplar al estilo de la banda. 
TSOTB quedó en receso entre el 2002 y el 2003, y muchos asumieron que realmente había desaparecido del todo. Técnicamete así fue, incluso su página oficial fue sacada del aire en el 2003 a la fecha, sin actualizaciones y sin dar mayores señales de vida. 
Para el 2001, la teclista principal Ingfrid Stensland decide renunciar por problemas con la banda, por lo que el puesto es asumido por Maiken Olaisen hasta el 2005, cuando deciden reactivar la banda con un gira de conciertos. Al año siguiente. en el 2006 vuelven con una nueva vocalista Mona Wallin con la expectativa de grabar un nuevo disco, algo que no pudieron concretar y se marchó con solo unos meses de ser incluida.

### Separación
En abril del 2007 se rumora que Anita Auglend, miembro más conocido de la banda, volvía como vocalista principal según comunicados no oficiales, aspecto que fue trascendetal para la continuidad y el largo receso que se tomara el grupo. 
En el extracto de una entrevista realizada a ella al respecto afirmó: 
-"Recientemente has decidido ingresar a la banda nuevamente, en un punto donde mucha gente consideraba que la banda había muerto. Acaso los gritos y peticiones de los fans provocaron tu regreso?" 
-"Ellos (la banda) me preguntaron si estaba interesada en volver a cantar y dije que sí"''.
Según su disquera Napalm Records, y su sitio no oficial se esperaba que grabaran un nuevo disco en fechas próximas, con una gira de conciertos.
Sin embargo, el regreso de la cantante nunca fue posible por diferencias irreconciliables. Mientras tanto Pete Johansen fue invitado a tocar el violín en varios álbumes de Tristania y Sirenia, así como en algunas de sus presentaciones en vivo.
A pesar de años en que se especuló sobre una posible reunión, Johansen anunció oficialmente en 2013 que se habían separado en 2008. Ese mismo año, los miembros de la banda Anders Thue y Stig Johansen formaron su propia agrupación Savn con la cantante de Midnattsol, Carmen Elise Espenæs.

### Estilo musical
Fue una de las bandas más representativas del género gótico salidos de Noruega a finales de la década de 1990, sin embargo, de paso inexplicablemente fugaz, pese al éxito que lograron con sus pocas grabaciones.
Su estilo es oscuro, los temas son el amor, la muerte, la soledad, dolor y otras sensaciones. Experimentando como ninguna otra banda, pulsan con una variación sin precedentes en sus producciones.
Las composiciones en términos generales, son largas y complejas, con un apoyo muy marcado en el uso del violín y con un teclado que brinda una atmósfera oscura y dramática, en particular en su primer disco "Lake of Sorrow". Resulta particular que los teclados de Anders Thue e Ingfrid Stensland se turnan de acuerdo a la necesidad de la melodía. Thue toca ocasionalmente el piano en algunas canciones.
Las guitarras tienen un sonido distorsionado, mientras la batería se escucha fuerte y trabajada.
La métrica y velocidad es muy similar entre todas, aunque hay muchos cambios de ritmo o incluso composiciones intercaladas, a lo largo de cada una de las canciones, sobre todo en "Perpetual Desolation". El estilo es un tipo de doom/death metal mezclado con la atmósfera y la esencia del Rock Gótico y Wave Etéreo, e inclusos en algunos casos con influencias propiamente musicales de los mismos. Es por ello que a su música se le denomina Gothic Doom o simplemente Gothic Metal.
Las dos voces masculinas son guturales y distorsionadas, y se intercalan entre sí en los versos, mientras la voz femenina soprano limpia, etérea, romántica y melódica interviene cuando lo amerita la pieza, algo muy común en el género Metal Gótico (más conocido como "La bella y la bestia").

## Miembros

### Última alineación conocida
- Anita Auglend- Voz femenina
- Glenn Morten Nordbo - Guitarra, Voces
- Arild Christensen - Guitarra, Voces secundarias
- Ola Aarrrestad - Bajo
- Stig Johansen - Batería
- Maiken Olaisen - Teclado

### Miembros anteriores
- Mona Wallin - Voces
- Hege Mary Aanby - Voces
- Anders Thue - Teclado
- Ingfrid Stensland - Teclado
- Pete Johansen - Violín

## Discografía

### Álbumes de estudio
- Lake of Sorrow - 1998
- Perpetual Desolation - 2000

### Conciertos
- Live - 2002

### Vídeos
- Perpetual Desolation Live - 2001

### EP
- All Alone - 1998

### Demos
- Demo '97 - 1997